# Simorcus zuluanus
Simorcus zuluanus är en spindelart som beskrevs av Lawrence 1942. Simorcus zuluanus ingår i släktet Simorcus och familjen krabbspindlar. Inga underarter finns listade i Catalogue of Life.